# César de Saussure
César-François de Saussure (* 24. Juni 1705 in Lausanne; † 8. März 1783 ebenda) war ein Schweizer Reiseschriftsteller.

## Leben

### Familie
César de Saussure entstammte der Familie de Saussure, die 1550 als Hugenotten aus Frankreich in die Schweiz geflohen waren, und er war der Sohn des Pfarrers François-Louis de Saussure (* 17. November 1676 in Lausanne; † 1724), Diakon in Aubonne und später Pfarrer in L’Isle, und dessen Ehefrau Jeanne Emilie (genannt Elisabeth) (* 6. Juli 1680 in Lausanne; † 11. Oktober 1762 ebenda), Tochter des Ratsherrn César Gaudard; er hatte zwei Geschwister.
Sein jüngerer Bruder Henri de Saussure (1708–1761) emigrierte um 1730 von Lausanne in die englische Kolonie South Carolina. Die Brüder führten fast 30 Jahre lang eine Korrespondenz miteinander; die weitgehend unveröffentlichten Briefe zwischen César und seinem Bruder in Amerika befinden sich heute in Universitätsarchiven in Lausanne und Genf.
Ab dem 22. Juli 1743 war er mit Elisabeth-Françoise Gaudard (* 1717; † 21. Dezember 1782), Tochter von Jost Gaudard (* 1695) verheiratet; gemeinsam hatten sie vier Kinder, von denen zwei noch in der Kindheit verstarben. Die Ehe wurde durch Abraham Ruchat, der später die Mutter von César de Saussure heiratete, geschlossen. Seine Ehefrau verstarb einige Monate vor César de Saussure.

### Werdegang
Über die Kindheit und Ausbildung von César de Saussure ist nichts näheres bekannt. Im Alter von achtzehn Jahren nahm er als Zuschauer an der Hinrichtung des Freiheitskämpfers Jean Daniel Abraham Davel teil, den sein Grossvater Louis César de Saussure (1677–1744) als Pfarrer auf die Richtstätte begleitete.
Nachdem er sich vom 8. April 1725 bis Oktober 1729 einige Zeit in Deutschland, Holland und England aufgehalten hatte, folgte er George Henry Hay (1689–1758), Graf von Kinnoull und Botschafter von König Georg II. anfangs beim Sultan Ahmed III. und später beim Sultan Mahmud I. als Erster Sekretär nach Konstantinopel. Auf der Reise dorthin hielt er sich längere Zeit in Lissabon auf, und auf Malta wurde er dem Grossmeister des Malteserordens, Antonio Manoel de Vilhena, vorgestellt.
1732 trat er in die Dienste von Franz II. Rákóczi, der sich, nach der Niederschlagung des von ihm angeführten Freiheitskampfes gegen die Habsburger im 18. Jahrhundert im türkischen Rodosto am Marmarameer aufhielt. Als dieser 1735 starb, verließ César de Saussure den Osten und kehrte im Januar 1736 nach Lausanne zurück.
Ende 1738 war er wieder in London und bereit, mit Lord Charles Cathcart nach Amerika zu reisen. Auf Wunsch seiner Mutter, die den Historiker und Theologen Abraham Ruchat geheiratet hatte, gab er sein Vorhaben jedoch auf und kehrte 1740 nach Hause zurück.
Danach wurde er in Lausanne Ratsmitglied und übte verschiedene öffentliche Ämter aus. In Lausanne lernte er auch Voltaire kennen, der dort 1755 ein Haus gekauft hatte und seine Reiseaufzeichnungen ebenfalls studiert hatte. Aus gesundheitlichen Gründen besuchte er seit 1773 mehrmals den Arzt Michael Schüppach in Langnau.

### Schriftstellerisches und künstlerisches Wirken
César de Saussure verfasste unter anderem seine Memoiren, historische Arbeiten und schrieb auf Wunsch seiner Familie und wohl auch um seine Freizeit zu füllen; so zeichnete er ab 1742 seine Reisen auf. Nachdem er es nicht versäumt hatte, sowohl das, was man ihm erzählte, als auch das, was er selbst sah, sorgfältig zu notieren, beschrieb er in Form von Briefen an einen Freund die Orte, die er besuchte; er berichtet auch von den Ereignissen, deren Zeuge er wurde, und erzählt von den kuriosesten Dingen, denen er in England, Portugal, Malta, Smyrna und der Türkei begegnete. Er beschreibt die wichtigsten Städte, die er gesehen hat, und die Sitten, Gebräuche und Lebensweisen der verschiedenen Nationen, bei denen er mehrere Besuche gemacht hat, das Ganze vermischt mit kuriosen und amüsanten historischen Fakten und verschiedenen Ereignissen, die ihm widerfahren sind.
Mehrere Leute, schreibt César de Saussure am Anfang seines Werkes, rieten mir, es drucken zu lassen, aber ich hatte nie das Bedürfnis, die Zahl der schlechten Autoren und der langweiligen Bücher, mit denen wir überschwemmt werden, zu erhöhen. Seine Nachkommen sahen das anders und beschlossen, die Reisen ihres Vorfahren nach England 1902 in einem mit Stichen geschmückten Band zu veröffentlichen.
Das Musée du Vieux-Lausanne besitzt eine Bleistiftzeichnung von ihm, Vue depuis la cure du premier professeur en théologie de Lausanne, die er zwischen 1740 und 1743 vom Fenster des Zimmers aus angefertigt wurde, das er vor seiner Heirat im Haus von Professor Abraham Ruchat Lausanner Stadtteil Cité bewohnte.

## Trivia
Wegen seiner Reisen in den Orient wurde César de Saussure der Türke genannt.

## Mitgliedschaften
César de Saussure trat 1739 in London einer Freimaurerloge bei.

## Schriften (Auswahl)
- Essay sur l’histoire générale, et sur les moeurs et l’esprit des nations, depuis Charlemagne jusqu’à nos jours. Cramer, Genf 1756.
- Discours prononcé avant l’exécution du Major Davel, en présence du peuple assemblé pour son exécution à Vidy, le 24 avril 1723. Corbaz et Robellaz, Lausanne 1846.
- A foreign view of England in the reigns of George I and George II: The letters of Monsieur Cesar de Saussure to his family. J. Murray, London 1902.
- Lettres et voyages de monsr César de Saussure en Allemagne, en Hollande et en Angleterre, 1725–1729. G. Bridel, Lausanne 1903.
- De Saussure Czézárnak, II. Rákóczy Ferencz fejedelem udvari nemesének törökországi levelei 1730-39-ből és följegyzései 1740-ből, a fejedelem utolsó éveiről, haláláról, végrendeletéről és emlékiratairól : eredeti franczia szövegben és magyar fordításban, bevezetéssel, magyarázatokkal és történelmi jegyzetekkel kisérve. Magy. Tud. Akadémia, Budapest 1909.